# Buno Bedele
Pour l’article homonyme, voir Buno Bedele (awraja).
La zone Buno Bedele (en oromo : Buunoo Beddellee) est une zone administrative récente de la région Oromia en Éthiopie. Son centre administratif est Bedele.

## Origine et nom
La zone est créée en mars 2016 avec neufs woredas et une ville  transférés de la zone Illubabor[réf. souhaitée].
Son nom reprend celui de l'ancien awraja Buno Bedele de la province d'Illubabor.

## Woredas
La zone est composée de 10 woredas :
- Bedele Zuria ;
- Bedele Town[2];
- Borecha ;
- Chora ;
- Chewaka[3] ;
- Dabo Hana[3] ;
- Dedesa ;
- Dega ;
- Gechi ;
- Mako[4].

## Géographie
Située dans l'ouest de la région Oromia, la zone Buno Bedele est limitrophe de la zone Kamashi de la région Benishangul-Gumuz. Elle est bordée dans la région Oromia par :
- les zones Mirab Welega et Misraq Welega au nord ;
- la zone Jimma à l'est et au sud ;
- la zone Illubabor à l'ouest[5].

Elle couvre 5 857 km2 dont 1 127 km2 de forêts[réf. souhaitée].

## Démographie
D'après les données du recensement de 2007, le territoire de la future zone comptait 585 683 habitants en 2007.
En 2022, la population est estimée à 852 131 personnes sur le même périmètre.